# Municipio de Fairview (condado de Republic)
El municipio de Fairview (en inglés: Fairview Township) es un municipio ubicado en el condado de Republic en el estado estadounidense de Kansas. En el año 2010 tenía una población de 134 habitantes y una densidad poblacional de 1,42 personas por km².

## Geografía
El municipio de Fairview se encuentra ubicado en las coordenadas 39°51′48″N 97°32′51″O / 39.86333, -97.54750. Según la Oficina del Censo de los Estados Unidos, el municipio tiene una superficie total de 94.5 km², de la cual 94,33 km² corresponden a tierra firme y (0,18 %) 0,17 km² es agua.

## Demografía
Según el censo de 2010, había 134 personas residiendo en el municipio de Fairview. La densidad de población era de 1,42 hab./km². De los 134 habitantes, el municipio de Fairview estaba compuesto por el 98,51 % blancos y el 1,49 % eran de una mezcla de razas. Del total de la población el 0 % eran hispanos o latinos de cualquier raza.